# Trold kan tæmmes (film, 1915)
Pour plus de détails, voir Fiche technique et Distribution.
Trold kan tæmmes (La Mégère apprivoisée) est un film danois muet réalisé par Holger-Madsen, sorti en 1915. 

## Synopsis
Un riche homme d'affaires, Theodor Braun (Bertel Krause), est le père d'une fille unique, Alice (Rita Sacchetto), aussi belle que fantasque. Il désespère de la marier tellement elle fait montre d'un caractère tyrannique. Elle a éconduit deux soupirants Smith (Frederik Buch) et le baron van Thaen (Torben Meyer) qui se confient au banquier Richard Strom (Nicolai Johannsen). Ce dernier se demande s'il ne peut lui aussi tenter sa chance et apprivoiser la jeune mégère...

## Fiche technique
- Titre : Trold kan tæmmes
- Réalisation : Holger-Madsen
- Scénario : Paul Sarauw
- Directeur de la photographie : Marius Clausen
- Sociétés de production : Nordisk Film
- Format : Noir et blanc  - Muet
- Dates de sortie :
  -  Danemark : 8 mars 1915

## Distribution
- Bertel Krause : Theodor Braun
- Rita Sacchetto : Alice

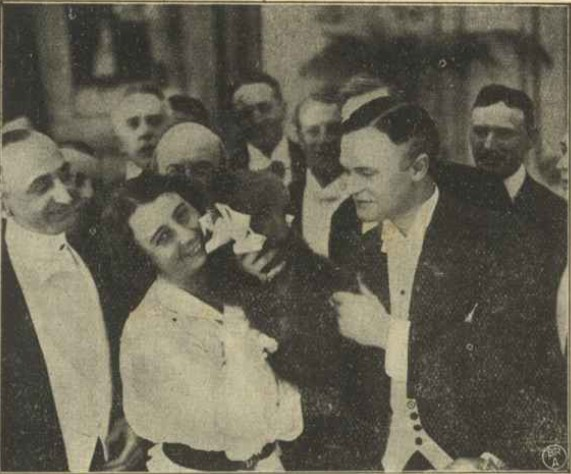
Photo du film tirée du programme

- Nicolai Johannsen : Richard Strom, directeur de banque
- Torben Meyer : van Thaen, baron
- Frederik Buch
- Carl Schenstrøm
- Charles Willumsen
- Agnes Andersen
- Ingeborg Bruhn Bertelsen
- Franz Skondrup
- Alma Hinding
- Peter Jørgensen
- Fr. Bondesen
- Ingeborg Jensen
- Johanne Krum-Hunderup
- Karen Christensen